# Платтнер, Джан-Рето
Джан-Рето Платтнер (10 декабря 1939, Цюрих, Швейцария — 7 декабря 2009, Базель, Швейцария) — швейцарский политический деятель, бывший Президент Совета кантонов Федерального Собрания (парламента) Швейцарии (2002—2003).

## Биография
Являлся профессором физики Базельского университета.
В 1982—1991 гг. — депутат городского совета Риена, в 1988—1990 — председатель Совета.
В 1984—1992 — депутат Большого совета Базель-Штадта, в 1988—1992 гг. — руководитель фракции Социал-демократической партии.
В 1991—2003 гг. — представитель кантона Базель-Штадт в Федеральном совете Швейцарии.
В 2002—2003 гг. — президент Совета кантонов Федерального Собрания (парламента) Швейцарии.